# Список запусков баллистических ракет в СССР в 1953 году

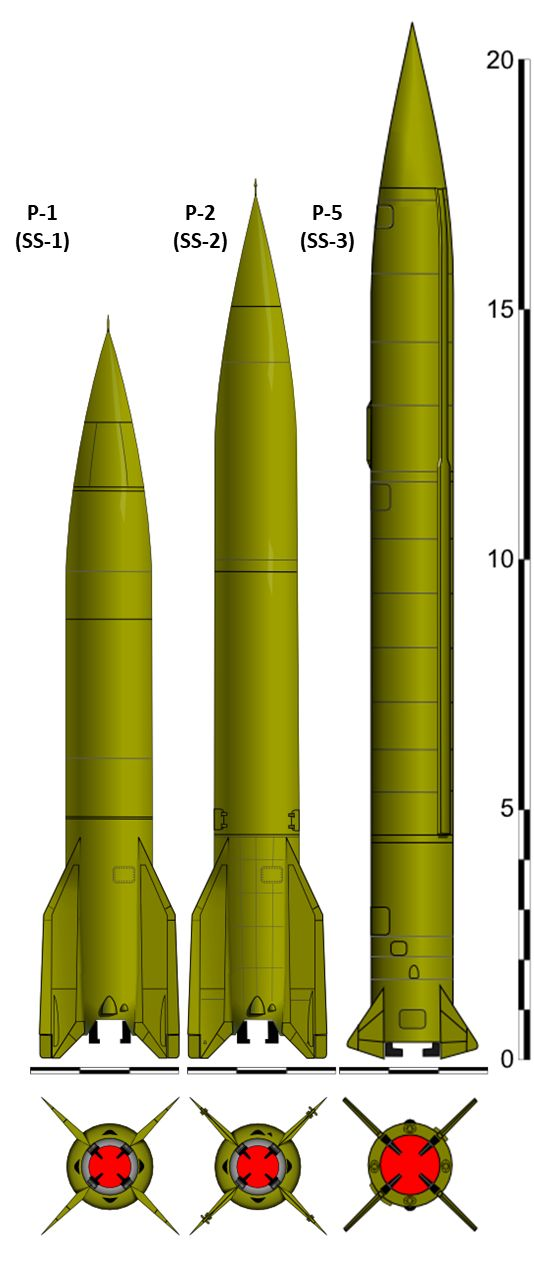
Ракеты Р-1, Р-2, Р-5

В Списке запусков баллистических ракет в СССР в 1953 году в хронологическом порядке представлены все запуски баллистических ракет, произведённые на территории СССР в 1953 году. Всего было произведено 45 запусков: 16 Р-1 (индекс ГРАУ — 8А11), 4 Р-2 (индекс ГРАУ — 8Ж38), 15 Р-5 ((индекс ГРАУ — 8А62) и 10 Р-11 (Индекс ГРАУ — 8А61/8К11).

## Ракеты серии Р
Несмотря на близкое родство, ракета Р-1 не была полной копией A-4: Р-1 изготавливалась советскими специалистами с использованием технологий, приборов и оборудования на советских предприятиях. Ключевым отличием было использование советской телеметрической системы управления — 12-канальная телеметрическая система «Дон».
Р-2 стала дальнейшим развитием технологий заложенных в А-4 с добавлением идей советских конструкторов: Р-2 была больше, имела ряд конструктивных отличий, среди которых самым заметным было использование топливного бака в качестве несущего элемента конструкции. Среди эксплуатационных отличий главным было почти двукратное (до 600 км) увеличение радиуса действия ракеты значительное увеличение веса взрывчатого вещества.
Р-5, являясь продуктом эволюции V-2 (A-4), значительно превзошла по своим тактико-техническим характеристикам и заложенным инженерным решениям все предыдущие советские ракеты. Для повышения удельного импульса двигателя на ракете Р-5 был установлен специальный насадок на сопло; для снижения веса разработчики отказались от тяжёлого герметичного приборного отсека, разместив часть приборов в хвостовом отсеке, а наиболее чувствительные компоненты в межбаковом пространстве на специальных кронштейнах; автономная система управления была дополнена системой радиоуправления дальностью, боковой радиокоррекции и аварийного выключения двигателя (АВД); специальные воронкогасители в баках, уменьшили остатки неиспользуемых компонентов топлива на 100 кг. Эти и многие другие технические решения позволили увеличить максимальную дальность ракеты до 1200 км при массе головной части 1425 кг. Проект предусматривал изменение дальности полёта в диапазоне 600—1200 км, что дало возможность изменять массу боевой части в зависимости от дальность стрельбы. Для запусков Р-5 на дистанцию 810—1200 км использовалась основная боевая часть. Для стрельбы на меньшие дистанции предлагалось размещать подвесные боевые части: на дальность 560—810 км — две, а на дальность до 560 км — четыре подвесные боевые части общей массой 3830 кг.
Р-11 была первой советской жидкостной ракетой, использующей в качестве топливной пары не «жидкий кислород + этиловый спирт», а высоко кипящие компоненты: окислитель АК-20 (20 %
четырёхокиси азота и 80 % азотной кислоты) и горючее Т-1 (керосин). Для воспламенения компонентов топлива использовался компонент ТГ-02 (50 % ксилидина и 50 % триэтиламина). Кроме этого, использовалась вытеснительная система подачи топлива. В результате при боевой дальности аналогичной Р-1, ракета Р-11 имела массу 5850 кг (у Р-1 — 13 400 кг) и длину 10,4 метра (у Р-1 — 14,6 м). Р-11 послужила основой для создания ракеты-носителя ядерного оружия Р-11М. В ходе разработки Р-11М в основную конструкцию было внесено много изменений, направленных на повышение надёжности и безотказности ракеты-носителя.
Все запуски баллистических ракет в СССР в 1953 году производились с территории 4-го государственного центрального полигона (4-й ГЦП), известный, как Капустин Яр.

## Подготовка запусков
Запуски ракет Р-5 и Р-11 проводились в соответствии с Постановлением Совета Министров СССР № 442—212 от 13 февраля 1953 г. «О плане опытно-конструкторских работ по ракетам дальнего действия на 1953—1955 гг.».
В этом же Постановлении определялись типы испытаний:
- Поверочные (пристрелочные) испытания - испытания на готовность системы к итоговым испытаниям. Данные испытания должны были проводиться министерством вооружения совместно со смежными министерствами, принимавших участие в разработке испытываемых систем.
- Итоговые (зачётные) испытания - испытания, которые проводились совместно Военным Министерством СССР и министерством вооружения. Для проведения данных испытаний Советом Министров СССР утверждалась специальная комиссия. По результатам испытаний принималось решение о принятии ракет на вооружение Советской Армии.

Программа испытаний Р-11 была утверждена 24 марта 1953 года. Запуски ракет Р-11 в рамках первого этапа экспериментальных пусков производились с использованием горючего ТГ-02 («Тонка») вместо керосина. Планировалась стрельба на две дистанции — 270 и 250 км — с головной частью массой 540 кг.
Запуски ракет Р-2 проводились на основании Приказа министра обороны СССР № 00183 от 3 октября 1953 г. «О проведении испытаний ракеты Р-2».

## Список
Каждый запуск баллистической ракеты, произведённый в СССР в 1949 году, был зафиксирован в «Книге учёта пуска ракет за 1947—1962 гг. Архив Военно-научного комитета РВСН».
| Цветовая легенда  |
| ----------------- |
| Нормальный запуск |
| Аварийный запуск  |

| № пп | Тип ракеты | Дата испытания  | Номер изделия | Место запуска | Дальность плановая (км) | Отклонение по дальности (км) «-» недолёт, «+» перелёт | Отклонение от оси запуска (км) «Л» влево, «П» вправо | Результат запуска | Примечания                                                                               |
| ---- | ---------- | --------------- | ------------- | ------------- | ----------------------- | ----------------------------------------------------- | ---------------------------------------------------- | ----------------- | ---------------------------------------------------------------------------------------- |
| 1    | Р-1        | 1 марта 1953    | 1020          | 4-й ГЦП       | 270                     | +0,771                                                | П 0,308                                              | Норма             | Повторно из партии № 3 1952 года                                                         |
| 2    | Р-1        | 5 марта 1953    | 319           | 4-й ГЦП       | 270                     | -2,57                                                 | Л 3,599                                              | Норма             | Повторно из партии № 3 1952 года                                                         |
| 3    | Р-5        | 15 марта 1953   |               | 4-й ГЦП       | 270                     | -6,041                                                | П 0,526                                              | Норма             | Первый этап экспериментальных пусков                                                     |
| 4    | Р-5        | 18 марта 1953   |               | 4-й ГЦП       | 270                     | -3,812                                                | П 0,497                                              | Норма             | Первый этап экспериментальных пусков                                                     |
| 5    | Р-1        | 19 марта 1953   | 820           | 4-й ГЦП       | 270                     | -7,326                                                | П 4,9724                                             | Норма             | Повторно из партии № 3 1952 года                                                         |
| 6    | Р-5        | 4 апреля 1953   |               | 4-й ГЦП       | 1200                    | -12,634                                               | П 0,674                                              | Норма             | Первый этап экспериментальных пусков                                                     |
| 7    | Р-5        | 8 апреля 1953   |               | 4-й ГЦП       | 1178                    |                                                       |                                                      | Авария            | Первый этап экспериментальных пусков                                                     |
| 8    | Р-11       | 18 апреля 1953  |               | 4-й ГЦП       | 270                     |                                                       |                                                      | Авария            | Первый этап экспериментальных пусков                                                     |
| 9    | Р-5        | 19 апреля 1953  |               | 4-й ГЦП       | 1206                    | -7,54                                                 | П 0,951                                              | Норма             | Первый этап экспериментальных пусков                                                     |
| 10   | Р-5        | 24 апреля 1953  |               | 4-й ГЦП       | 1206                    |                                                       |                                                      | Авария            | Первый этап экспериментальных пусков                                                     |
| 11   | Р-11       | 28 апреля 1953  |               | 4-й ГЦП       | 270                     | -41,607                                               | П 0,133                                              | Норма             | Первый этап экспериментальных пусков                                                     |
| 12   | Р-11       | 9 мая 1953      |               | 4-й ГЦП       | 270                     | -21,448                                               | П 0,677                                              | Норма             | Первый этап экспериментальных пусков                                                     |
| 13   | Р-1        | 11 мая 1953     | 220           | 4-й ГЦП       | 270                     | -3,352                                                | Л 0,179                                              | Норма             | Воздушный разрыв головной части                                                          |
| 14   | Р-5        | 13 мая 1953     |               | 4-й ГЦП       | 1206                    | -10,089                                               | Л 0,802                                              | Норма             | Первый этап экспериментальных пусков                                                     |
| 15   | Р-11       | 17 мая 1953     |               | 4-й ГЦП       | 270                     | -2,445                                                | Л 1,064                                              | Норма             | Первый этап экспериментальных пусков                                                     |
| 16   | Р-11       | 22 мая 1953     |               | 4-й ГЦП       | 250                     | +7,202                                                | П 1,155                                              | Норма             | Первый этап экспериментальных пусков                                                     |
| 17   | Р-5        | 23 мая 1953     |               | 4-й ГЦП       | 550                     | -5,962                                                | П 0,812                                              | Норма             | Первый этап экспериментальных пусков; запуск с четырьмя дополнительными боевыми отсеками |
| 18   | Р-11       | 26 мая 1953     |               | 4-й ГЦП       | 250                     | -9,22                                                 | П 5,91                                               | Норма             | Первый этап экспериментальных пусков                                                     |
| 19   | Р-11       | 27 мая 1953     |               | 4-й ГЦП       | 250                     | +5,408                                                | П 1,602                                              | Норма             | Первый этап экспериментальных пусков                                                     |
| 20   | Р-11       | 28 мая 1953     |               | 4-й ГЦП       | 250                     | +3,3                                                  | П 0,97                                               | Норма             | Первый этап экспериментальных пусков                                                     |
| 21   | Р-11       | 30 мая 1953     |               | 4-й ГЦП       | 250                     |                                                       |                                                      | Авария            | Первый этап экспериментальных пусков                                                     |
| 22   | Р-11       | 3 июня 1953     |               | 4-й ГЦП       | 250                     | +5,480                                                | П 1,06                                               | Норма             | Первый этап экспериментальных пусков                                                     |
| 23   | Р-1        | 6 июня 1953     | 420           | 4-й ГЦП       | 270                     | -1,886                                                | Л 3,049                                              | Норма             | Воздушный разрыв головной части                                                          |
| 24   | Р-2        | 29 августа 1953 | 53080118      | 4-й ГЦП       | 574                     | +94,97                                                | П 2,48                                               | Норма, перелёт    | Из серийной партии НИИ-88                                                                |
| 25   | Р-1        | 16 октября 1953 | 820           | 4-й ГЦП       | 270                     | -6,387                                                | Л 0,389                                              | Норма             |                                                                                          |
| 26   | Р-1        | 17 октября 1953 | 520           | 4-й ГЦП       | 270                     | -4,069                                                | П 1,217                                              | Норма             |                                                                                          |
| 27   | Р-1        | 19 октября 1953 | 320           | 4-й ГЦП       | 270                     | -6,176                                                | Л 0,844                                              | Норма             |                                                                                          |
| 28   | Р-1        | 20 октября 1953 | 620           | 4-й ГЦП       | 270                     | -2,483                                                | Л 1,267                                              | Норма             |                                                                                          |
| 29   | Р-2        | 24 октября 1953 | 53090220      | 4-й ГЦП       | 578                     | -6,4                                                  | П 0,55                                               | Норма             | Из серийной партии НИИ-88                                                                |
| 30   | Р-1        | 26 октября 1953 | 720           | 4-й ГЦП       | 270                     | -7,794                                                | Л 0,374                                              | Норма             |                                                                                          |
| 31   | Р-1        | 27 октября 1953 | 1020          | 4-й ГЦП       | 270                     | -7,819                                                | Л 1,122                                              | Норма             |                                                                                          |
| 32   | Р-1        | 28 октября 1953 | 920           | 4-й ГЦП       | 270                     | -2,881                                                | П 4,136                                              | Норма             |                                                                                          |
| 33   | Р-1        | 28 октября 1953 | 1220          | 4-й ГЦП       | 270                     | -4,477                                                | П 3,501                                              | Норма             |                                                                                          |
| 34   | Р-5        | 30 октября 1953 |               | 4-й ГЦП       | 1185                    | -0,462                                                | Л 0,845                                              | Норма             | Второй этап экспериментальных пусков                                                     |
| 35   | Р-5        | 3 ноября 1953   |               | 4-й ГЦП       | 1185                    | -1,814                                                | Л 0,13                                               | Норма             | Второй этап экспериментальных пусков                                                     |
| 36   | Р-1        | 12 ноября 1953  | 1120          | 4-й ГЦП       | 270                     | -5,694                                                | П 0,056                                              | Норма             |                                                                                          |
| 37   | Р-1        | 15 ноября 1953  | 1320          | 4-й ГЦП       | 270                     | -2,805                                                | Л 0,102                                              | Норма             |                                                                                          |
| 38   | Р-5        | 17 ноября 1953  |               | 4-й ГЦП       | 1185                    | -0,804                                                | Л 0,053                                              | Норма             | Второй этап экспериментальных пусков                                                     |
| 39   | Р-5        | 21 ноября 1953  |               | 4-й ГЦП       | 1185                    | -2,622                                                | Л 0,836                                              | Норма             | Второй этап экспериментальных пусков                                                     |
| 40   | Р-1        | 24 ноября 1953  | 1520          | 4-й ГЦП       | 270                     | -0,887                                                | Л 1,714                                              | Норма             |                                                                                          |
| 41   | Р-5        | 26 ноября 1953  |               | 4-й ГЦП       | 1185                    | -567,44                                               | П 56,6                                               | Авария            | Второй этап экспериментальных пусков                                                     |
| 42   | Р-5        | 5 декабря 1953  |               | 4-й ГЦП       | 1185                    | -1,1                                                  | Л 1,55                                               | Норма             | Второй этап экспериментальных пусков                                                     |
| 43   | Р-2        | 9 декабря 1953  | 53050101      | 4-й ГЦП       | 594                     | -2,65                                                 | Л 0,1                                                | Норма             | Из серийной партии НИИ-88                                                                |
| 44   | Р-5        | 9 декабря 1953  |               | 4-й ГЦП       | 1185                    | -0,066                                                | Л 1,767                                              | Норма             | Второй этап экспериментальных пусков                                                     |
| 45   | Р-2        | 21 декабря 1953 | 53110320      | 4-й ГЦП       | 566                     | -3,69                                                 | Л 2,94                                               | Норма             | Из серийной партии НИИ-88                                                                |

## Итоги запусков
Р-5
Несмотря на то что две из шести ракет Р-5 не смогли достичь заданного района, первый этап испытаний был признан успешным. В ходе испытаний был выявлен ряд недостатков, часть из которых была устранена ко второму этапу лётных испытаний. Все пуски второго этапа испытаний проводились на дальность 1185 км. Один из пусков оказался аварийным: произошло повреждение бортовой кабельной сети, что вызвало выдачу преждевременной команды на выключение двигателя. Два этапа испытаний, проведённых в 1953 году, оказались недостаточными для решения всех поставленных задач отработки ракеты: не была окончательно проверена надёжность ракеты и её элементов, не до конца выявлены особенности эксплуатации ракеты с подвесными боевыми частями и не был проверен полностью комплекс наземного оборудования.
По итогу испытаний ракета подтвердила заданные тактико-технические характеристики. При этом в докладной записке В. А. Малышева, Б. Л. Ванникова, М. В. Хруничева и Д. Ф. Устинова в Президиум ЦК КПСС отмечалось, что при стоимости одной ракеты Р-5 в 1 миллион рублей использовать её для доставки боеголовки с обычным взрывчатым веществом не целесообразно. В этой записке было предложено использовать модифицированный вариант Р-5 для доставки атомного или радиоактивного заряда.
Р-11
Первый этап экспериментальных пусков ракеты Р-11 выявил снижение удельного импульсы двигателя по сравнению с расчётными характеристиками. Причиной выявленного недостатка оказалась неустойчивость работы двигателя при использовании в качестве горючего керосина со специальными присадками. Несмотря на выявленные недостатки, испытания показали правильность выбранных технических решений. По результатам испытаний в конструкцию ракеты было внесено много изменений, среди которых улучшение заборных устройств в баках, значительное изменение конструкции двигателя и полная его герметизация.

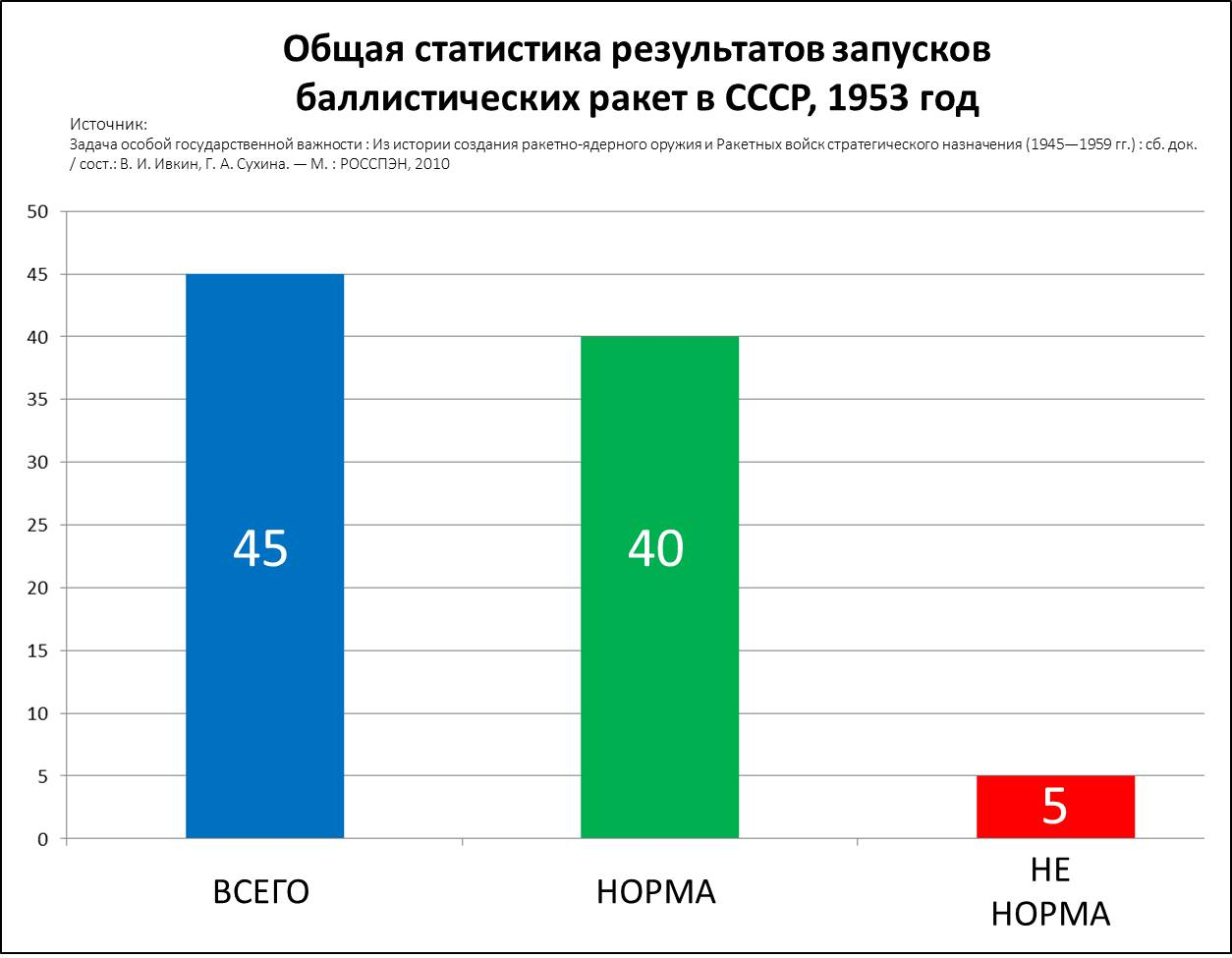
Общая статистика запусков в 1953 году
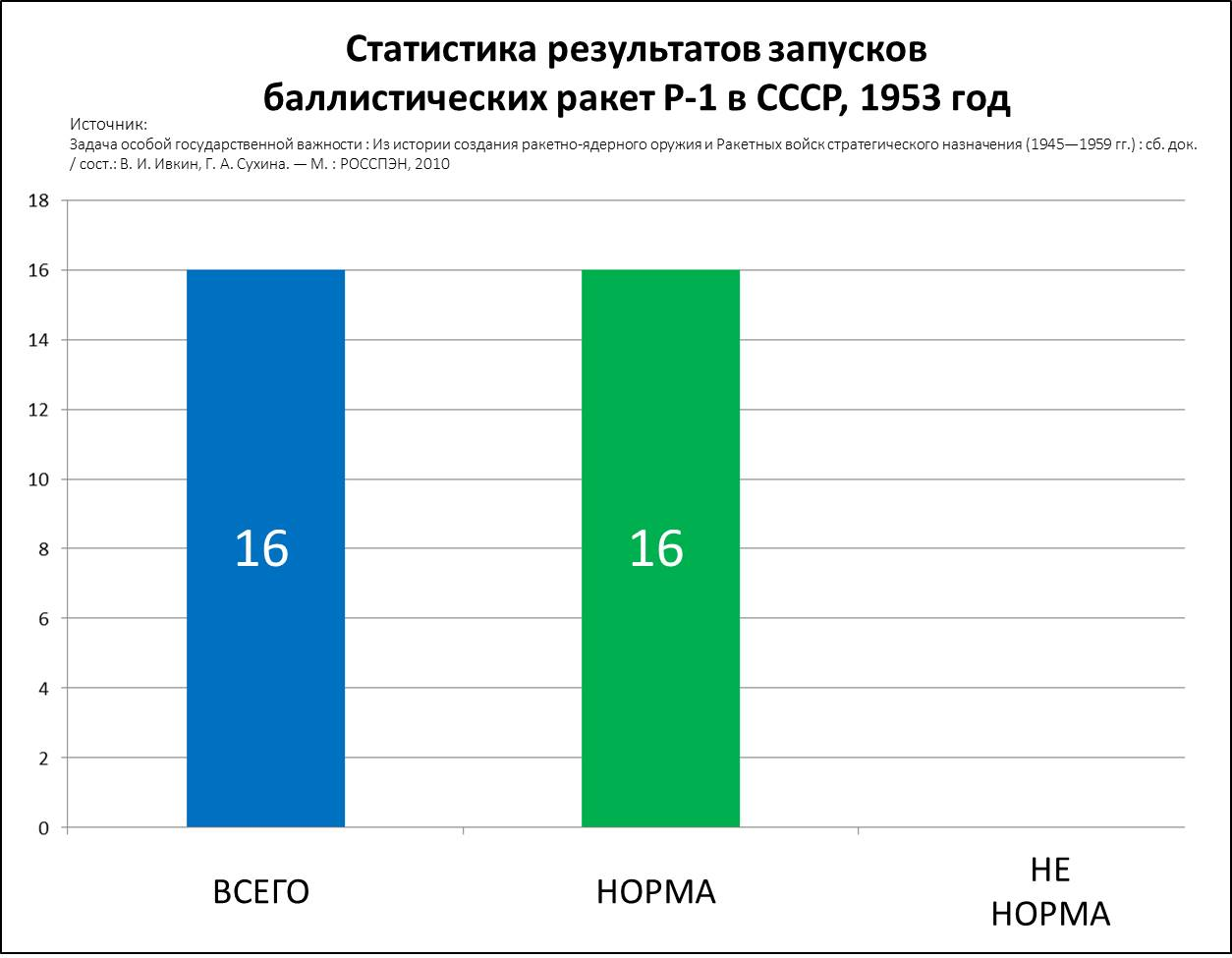
Статистика запусков Р-1 в 1953 году
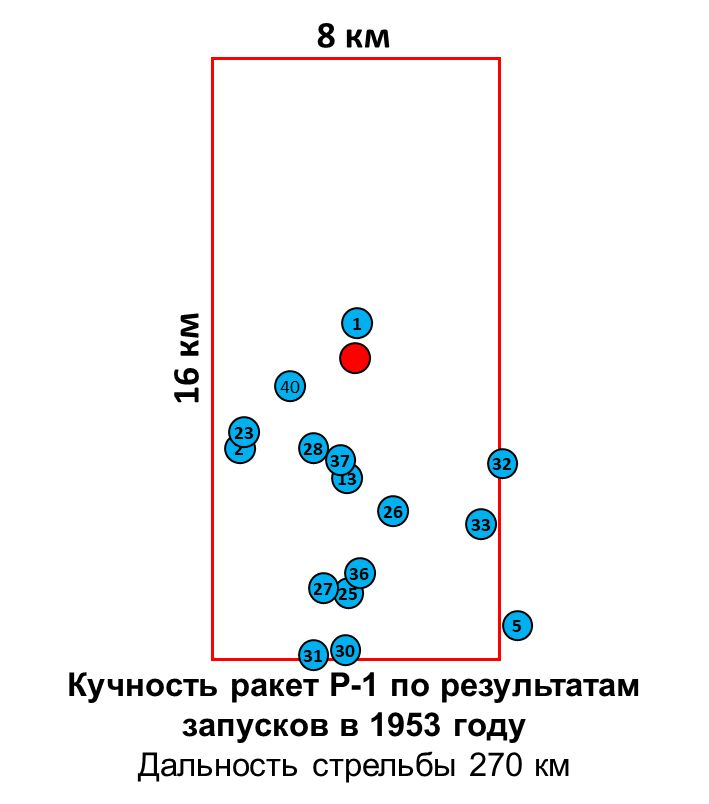
Кучность ракет Р-1 по результатам запусков в 1953 году
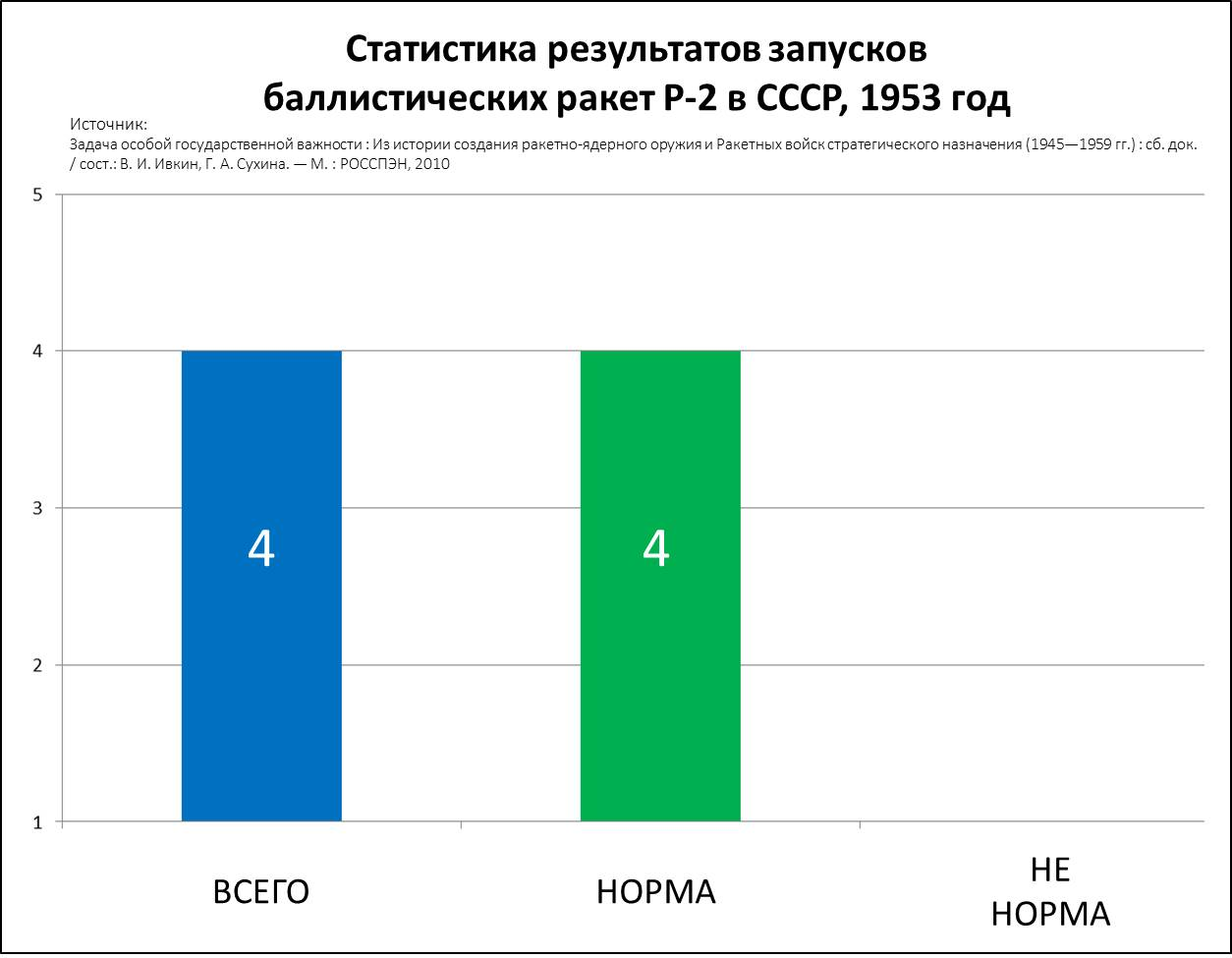
Статистика запусков Р-2 в 1953 году
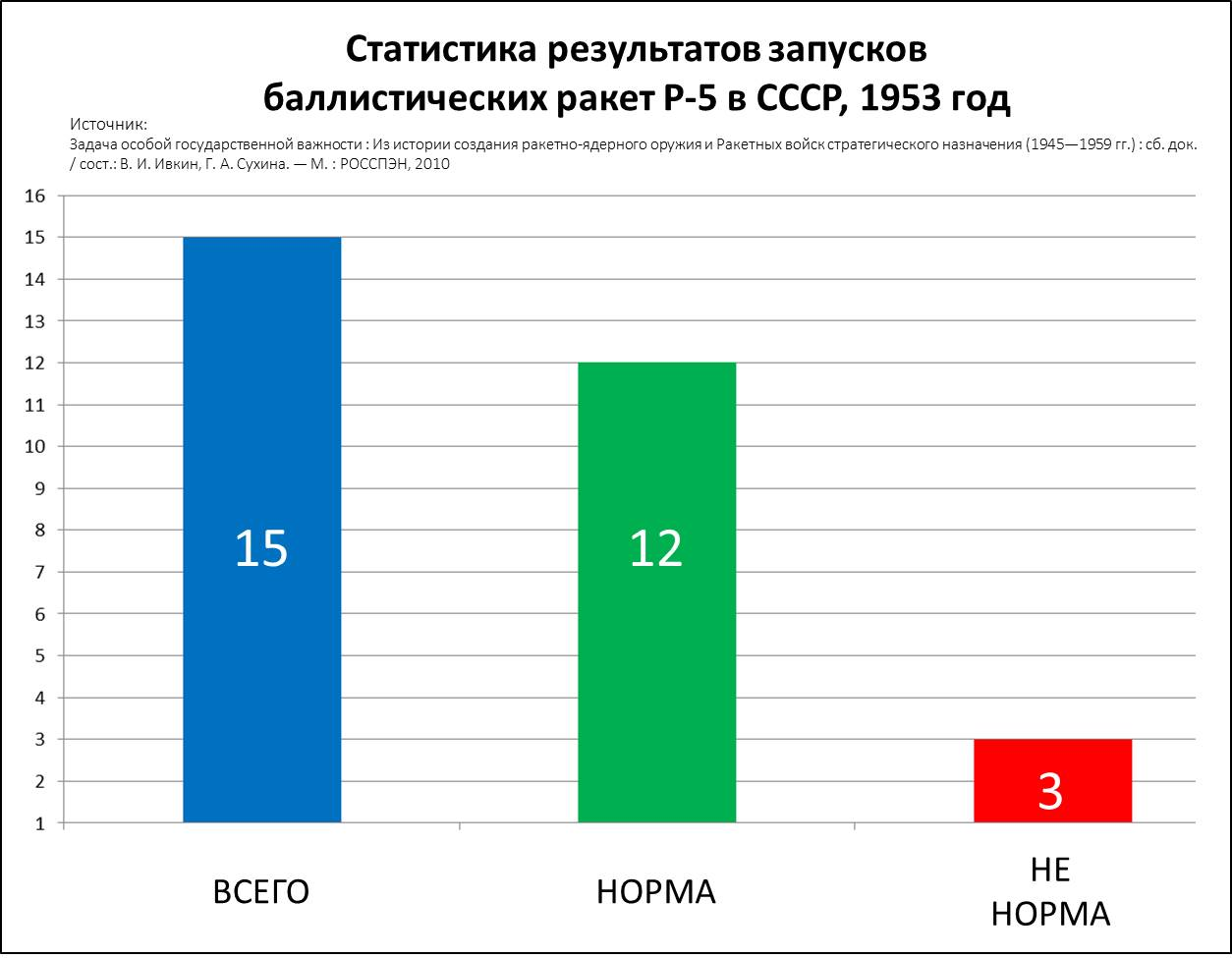
Статистика запусков Р-5 в 1953 году
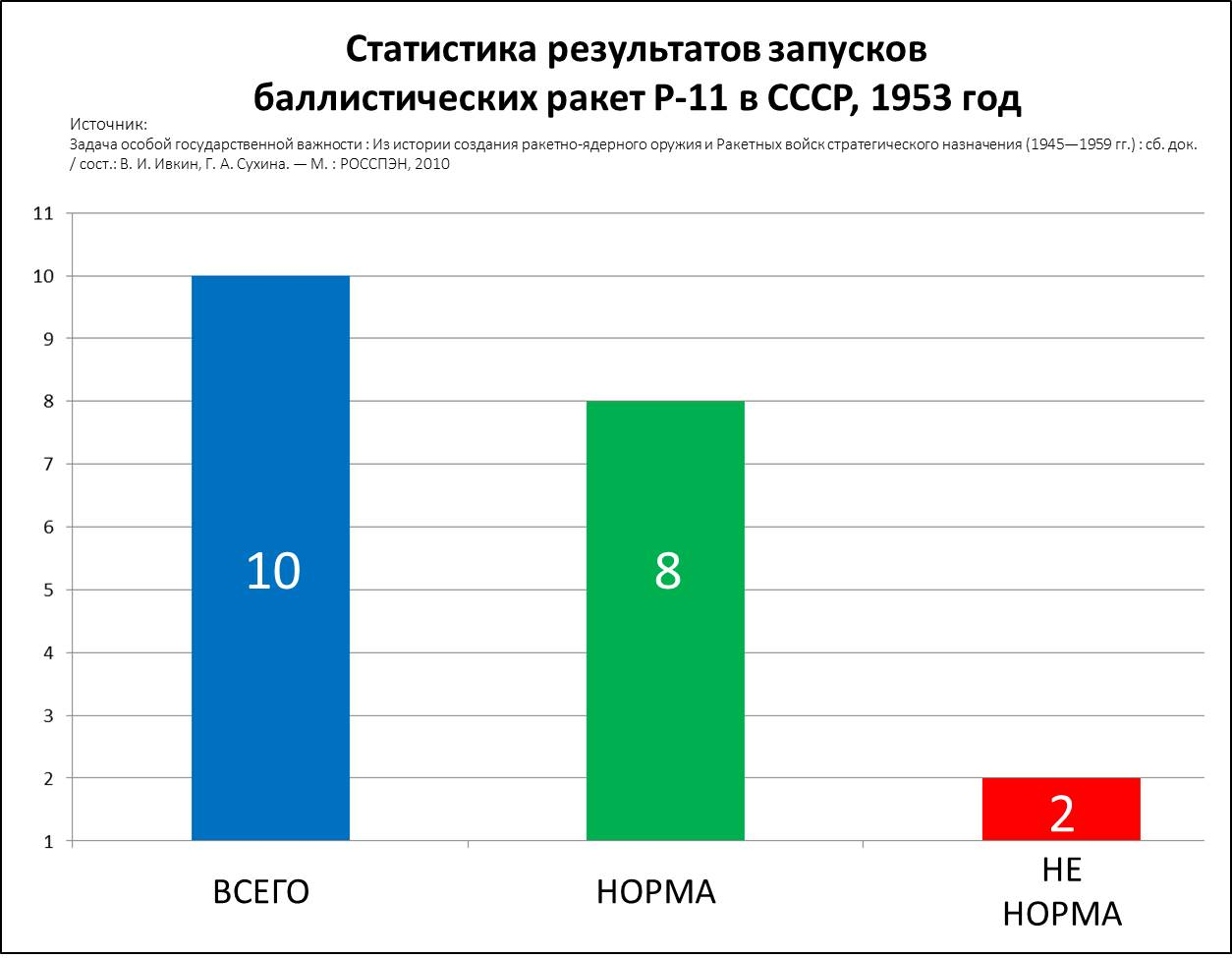
Статистика запусков Р-11 в 1953 году

## Комментарии
1. ↑  В списке указаны ракеты, установленные на стартовую позицию; при отсутствии номера в источнике в таблице номер не указывается.